# تد کاکران
تَد کاکران (به انگلیسی: Thad Cochran) (زادهٔ ۷ دسامبر ۱۹۳۷ - درگذشته ۳۰ مه ۲۰۱۹) سناتور ایالت میسیسیپی در سنای ایالات متحده آمریکا است که برای نخستین‌بار در ۲۷ دسامبر ۱۹۷۸ به‌عضویت این مجلس درآمد. وی در زمرهٔ سناتورهای گروه دوم است که به‌مدت ۴ سال در سنا حضور دارند و تا تاریخ ۳ ژانویه ۲۰۱۵ در این مجلس بود.